# Кубок Жюля Верна
Кубок Жюля Верна (англ. Jules Verne Trophy) — одни из престижных и наиболее известных соревнований по парусному спорту в мире; награда носит имя автора романа «Вокруг света за 80 дней», поскольку именно это произведение вдохновило учредителей гонки на организацию регаты, участники которой стремятся в кратчайший срок обогнуть земной шар.
Приз вручается за самое быстрое кругосветное плавание на любой яхте, без ограничений по количеству членов экипажа, при условии, что судно зарегистрировано в организационном комитете и участниками уплачен вступительный взнос. Обладателем Кубка Жюля Верна становится тот, кто без какой-либо помощи со стороны преодолеет дистанцию за срок, меньший, чем та яхта, которая в предшествующих состязаниях продемонстрировала рекордно короткое время. Приз хранится у победителя до тех пор, пока кто-то не побьет его рекорд.

## Маршрут
Отправная точка для участников соревнования определяется воображаемой линией между маяком Créac'h на острове Уэсан во Франции и Лизардским маяком в Великобритании. Яхтсмены должны обогнуть весь земной шар, оставив мысы Доброй Надежды, Луин и Горн по левому борту, и пересечь стартовую линию в противоположном направлении.

## Правила
- Приз доступен без ограничений для любого парусного судна.
- Движение судна должно осуществляться исключительно силами ветра и умением экипажа (число членов экипажа не ограничено).
- Кругосветное плавание должно быть завершено без остановки и без посторонней физической помощи.
- Запрещено получать помощь в портах.
- Яхтсмены должны соблюдать правила общей и личной безопасности.

## История
Первоначальная идея этих соревнований приписывается Иву Ле Корнеку (Yves Le Cornec), она возникла в 1985 году. Правила определились в 1990 году. В 1992 году была создана ассоциация под названием Tour du Monde en 80 jours, в которую вошли многие известнейшие яхтсмены того времени. Автором разработки Кубка Жюля Верна стал американский художник и изобретатель Том Шеннон.

## Рекорды
| Год  | Шкипер                          | Яхта               | Тип       | Время                                 |
| ---- | ------------------------------- | ------------------ | --------- | ------------------------------------- |
| 2017 | Франсис Жуайон                  | IDEC Sport         | Тримаран  | 40 дней 23 часа 30 минут 30 секунд    |
| 2012 | Лойк Пейрон                     | Banque Populaire V | Тримаран  | 45 дней 13 часов 42 минуты 53 секунды |
| 2010 | Франк Каммас                    | Groupama 3         | Тримаран  | 48 дней 7 часов 44 минуты 52 секунды  |
| 2005 | Бруно Пейрон                    | Orange II          | Катамаран | 50 дней 16 часов 20 минут 4 секунды   |
| 2004 | Оливье де Керсосон              | Geronimo           | Тримаран  | 63 дня 13 часов 59 минут 46 секунд    |
| 2002 | Бруно Пейрон                    | Orange             | Катамаран | 64 дня 8 часов 37 минут 24 секунды    |
| 1997 | Оливье де Керсосон              | Sport Elec         | Тримаран  | 71 день 14 часов 22 минуты 8 секунд   |
| 1994 | Робин Нокс-Джонстон Питер Блейк | ENZA New Zealand   | Катамаран | 74 дня 22 часа 17 минут 22 секунды    |
| 1993 | Бруно Пейрон                    | Commodore Explorer | Катамаран | 79 дней 6 часов 15 минут 56 секунд    |